# Melaleuca scalena
Melaleuca scalena är en myrtenväxtart som beskrevs av Lyndley Alan Craven och Lepschi. Melaleuca scalena ingår i släktet Melaleuca och familjen myrtenväxter. Inga underarter finns listade i Catalogue of Life.